# Nusly casaña

Nusly Mercedes Casaña Amaya, (Santa Bárbara, Honduras; 29 de octubre de 1995) También conocida como Nusly Casaña, es una joven líder comunitaria, profesional del derecho, exfuncionaria de diferentes organismos de justicia y seguridad del estado de la República de Honduras.
Destaca por su actividad social colectiva en pro del mejoramiento comunitario, unidad y desarrollo sostenible, así también, por la defensa de los recursos naturales como el agua, en conjunto con las diferentes organizaciones sociales, pronunciamiento en favor de las efervescentes luchas de Bertha Cáceres, una mujer que enfrentó una dictadura social, misma que generó todo un nuevo esquema social de seguidores y seguidoras de la causa. 
Ha gestionando proyectos y unidad comunitaria, pese a las dificultades que las mujeres desde su niñez y adolescencia, enfrentan debido al machismo colectivo existente en Honduras, así también la poca comprensión de la población con respecto a la pertenencia o no de un partido político, sin embargo los jóvenes en la actualidad han resultado ser un voto revolucionario que va en contra del tradicionalismo, ya que en las últimas elecciones dieron un voto duro y masivo en contra de la dictadura, en Honduras se ha dado un fenómeno social en favor de la mujer, pues el 28 de noviembre del 2021 fue electa oficialmente la primera mujer presidenta de Honduras Xiomara Castro, del partido Libertad y Refundación Libre, acto que ha generado toda una expectativa a nivel social en pro de la mujer, pues se han roto todos los paradigmas y prejuicios relacionados con ello.
La deforestación masiva de los alrededores de las fuentes de agua de Santa Bárbara, ha sido un tema por el cual se ha destacado una alianza de organizaciones comunitarias.